# Albanese anarchie van 1997

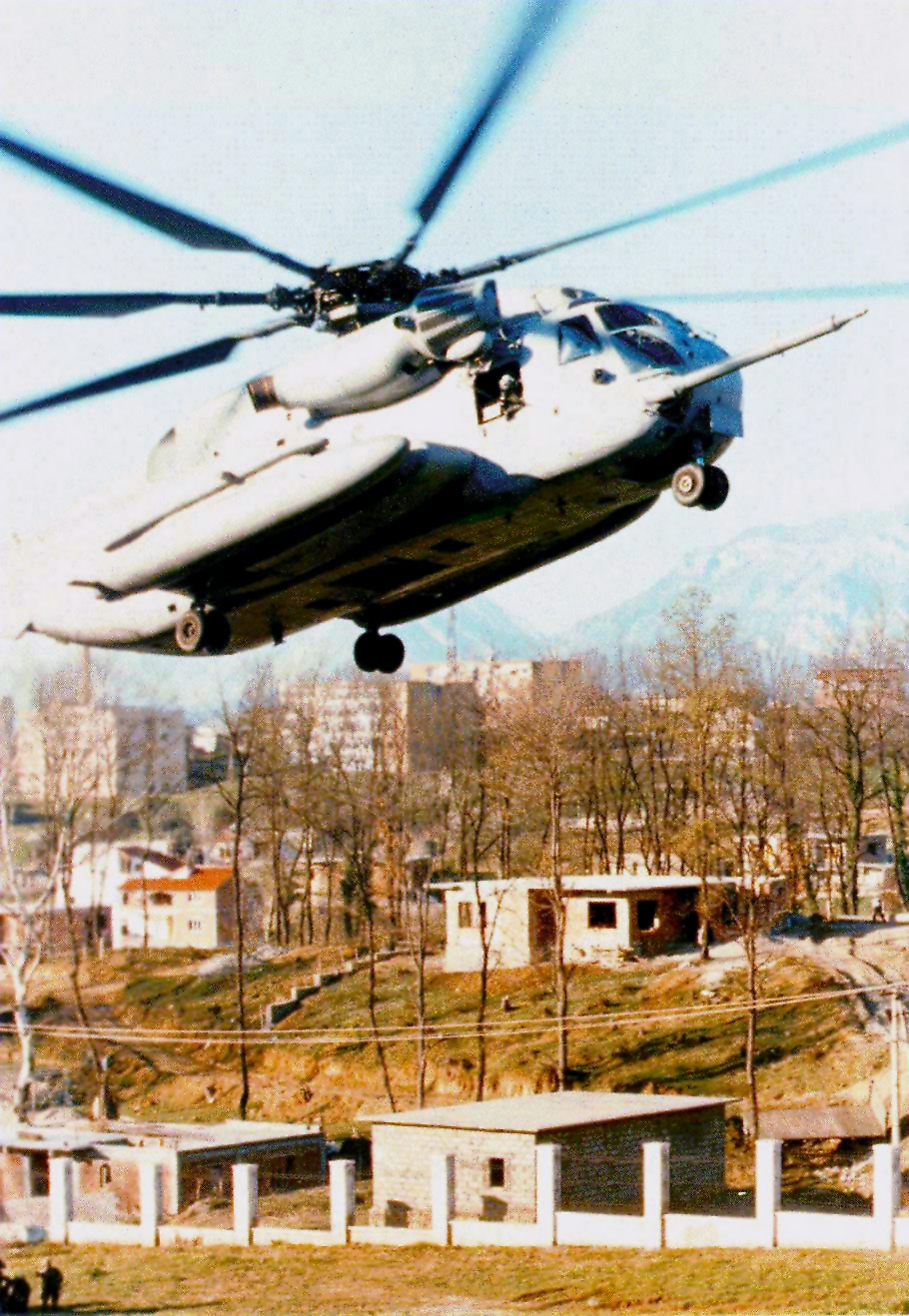
Een CH-53E Super Stallion-helikopter van de Amerikaanse marine landt op het terrein van de Amerikaanse ambassade in Tirana om Amerikaanse burgers te evacueren op 18 maart 1997.

De Albanese anarchie van 1997 was een toestand van wetteloosheid die in maart 1997 ontstond nadat het door ponzifraudes gedomineerde financiële systeem van Albanië instortte en grootschalige rellen waren uitgebroken.

## Aanleiding

### Breedverbreide Ponzifraude
In het midden van de jaren 1990, na de val van het communisme werd de Albanese economie geliberaliseerd. In 1994 was een nieuwe bankwet aangenomen, maar er was aanvankelijk, op aanraden van het IMF, geen supervisie van het kredietwezen benoemd. 
Het financiële systeem van het land werd vervolgens meer en meer gedomineerd door een systeem van schimmige investeringsmaatschappijen. Deze beloofden jaarrendementen van meestal rond de 25%, maar sommigen beloofden zelfs 100%. Het waren vrijwel allemaal ponzifraudezaken, waarbij soms ook sprake was van witwaspraktijken en wapenhandel. De bevolking en overheid hadden geen ervaring met dit soort praktijken. Naar schatting twee derde van de Albanese bevolking, of twee miljoen mensen, investeerden erin. Veel deelnemers hadden hun huizen verkocht om erin te investeren, en ook overmakingen van familieleden in het buitenland gingen naar dergelijke fondsen. De eerste ponzifraudes dateerden van omstreeks 1991, en in 1996 bereikten ze hun hoogtepunt.
In 1996 werden de gevaren van deze ontwikkeling meer en meer zichtbaar, kwam het IMF op zijn eerdere advies terug, en adviseerde bovendien aan de regering deze fondsen te sluiten. De overheid negeerde dit en overheidsinstanties investeerden vaak ook in deze fondsen. In 1996 was de Albanese markt echter verzadigd, en zonder produktieve investeringen konden deze fondsen zonder nieuw kapitaal niet overleven. 
In december 1996 begon de financiële crisis in Albanië, nadat enkele investeringsfondsen instortten. Dit leidde tot verlies van vertrouwen en een domino-effect waardoor meer en meer fondsen ineenstortten door liquiditeitsproblemen. In de hoofdstad Tirana werd vervolgens betoogd tegen de overheid die hiervoor verantwoordelijk werd gehouden. Het systeem stortte in elkaar en zo'n 1,2 miljard Amerikaanse dollar – meer dan de helft van het toenmalige bruto binnenlands product – was in rook opgegaan, vooral spaargeld van burgers.

### Verkiezingen van 1996
De Democratische Partij van Sali Berisha had met overweldigend resultaat zowel de parlements- als de gemeenteraadsverkiezingen van 1996 gewonen. De Democratische Partij had 122 van de 140 parlementszetels. Hun tegenstanders, de socialisten, beschuldigden de DP echter van verkiezingsfraude. Hierdoor werd al snel met de vinger naar de regering gewezen: deze zou onrechtmatig aan de macht zijn gekomen en zou de ponzifraudes willens en wetens zijn beloop hebben gelaten. Regeringsfunctionarissen werden er zelfs van beschuldigd dat ze hier persoonlijk voordeel van hadden.

## De rellen
Duizenden mensen gingen vervolgens dagelijks de straat op in de zuidelijke stad Lushnjë. Ze eisten hun geld terug van de overheid die ervan verdacht werd van hun investering te hebben geprofiteerd. Op 24 januari 1997 werden deze protesten gewelddadig, en de politie kon de betogers niet meer in bedwang houden. De rellen breidden zich naar andere steden uit. Op 4 februari probeerde de regering de gemoederden te bedaren door gedupeerden van een failliete staatsbank geld terug te betalen, maar dit was voor de betogers olie op het vuur omdat dit hun vermoedens bevestigden dat de regering wat te verbergen had.
Tegen maart waren de protesten gewelddadig geworden, vooral in de havenstad Vlorë. Hier waren 50 studenten een hongerstaking begonnen met de eis dat de regering aftrad en de mensen hun geld teruggaf. Dit escaleerde toen duizenden mensen de studenten steunden en in botsing kwamen met de Albanese veiligheidsdiensten. 
Tijdens de rellen werden meer dan een half miljoen wapens gestolen uit politie- en legerdepots. President Berisha liet bovendien de depots in het noorden van het land openen, onder het voorwendsel dat burgers zich zodoende konden verdedigen tegen bendes uit het zuiden. Het kwam tot gevechten met de oproerpolitie en overheidsgebouwen werden in brand gestoken. Naast de doden door de gevechten tussen burgers en overheid en burgers onderling, vonden ook ongelukken plaats. Op 29 april doodde een explosie in een wapendepot 22 burgers. Een deel van de gestolen wapens vond zijn weg naar Kosovo, waar ze door het Kosovo Bevrijdingsleger (UCK) werden ingezet in de Kosovo-oorlog.
Op 1 maart nam premier Aleksander Meksi ontslag en op 2 maart riep president Sali Berisha de noodtoestand uit. De rellen breidden zich uit naar het noorden en hielden de hoofdstad twee weken in hun greep, terwijl het zuiden van het land onder controle van de rebellen en bendes viel. Er vonden twee spectaculaire bankroven plaats, waarbij rovers de Albanese staatskas overvielen en miljoenen buitmaakten in de vorm van onder andere cashgeld en goudstaven. Intussen vluchtten zo'n 10.000 Albanezen de Adriatische Zee over naar Italië. Verschillende landen als Duitsland (Operatie Libel) en de Verenigde Staten (Operatie Zilveren Kielzog) evacueerden hun burgers.

## Herstel van de orde
Op 28 maart autoriseerde de VN-veiligheidsraad met resolutie 1101 een internationale troepenmacht in Albanië om hulpgoederen te verdelen en de orde in het land te herstellen. Op 15 april begon deze door Italië geleide Operatie Alba. Bij de verkiezingen van juni en juli dat jaar werd de Democratische Partij van Sali Berisha verslagen door de Socialistische Partij en werd Rexhep Meidani de nieuwe president. De VN-troepen vertrokken uiteindelijk op 11 augustus.